# Kościół Świętych Apostołów Piotra i Pawła w Kamionce
Kościół Świętych Apostołów Piotra i Pawła – rzymskokatolicki kościół parafialny należący do dekanatu Michów archidiecezji lubelskiej.
Jest to budowla murowana, wzniesiona w 1459 roku. W latach 70. XVI wieku została zajęta przez kalwinów. Od około 1610 roku świątynia ponownie należy do katolików. Kościół był wtedy bardzo zaniedbany, remonty zaczęły się jednak około 1679 roku, m.in. został wybudowany portal. Na początku XVIII wieku zostały dobudowane 2 kruchty i kaplica. W XIX wieku zostały odnowione ściany, zostały założone posadzki, został naprawiony dach i na koniec świątynia została gruntownie wyremontowana, dobudowane zostały do niej ponadto kaplica Matki Bożej, przybudówka i wieżyczka. W czasie I wojny światowej budowla została częściowo uszkodzona, prace remontowe zostały ukończone dopiero w 1930 i 1938 roku. 
Kościół został wybudowany z cegły, posiada jedną nawę, jest otynkowany, reprezentuje styl późnogotycki z przekształceniami (style: barokowy, renesansowy). Przy prezbiterium znajduje się zakrystia ze skarbcem na piętrze oraz od strony południowej - czworokątna kaplica Pana Jezusa wzniesiona w 1734 roku, a od strony północnej – analogiczna kaplica Matki Bożej wzniesiona w latach 1894-1897. Do nawy jest dostawiona kruchta dobudowana w czasach późniejszych, nad nawą jest umieszczona wieżyczka na sygnaturkę.

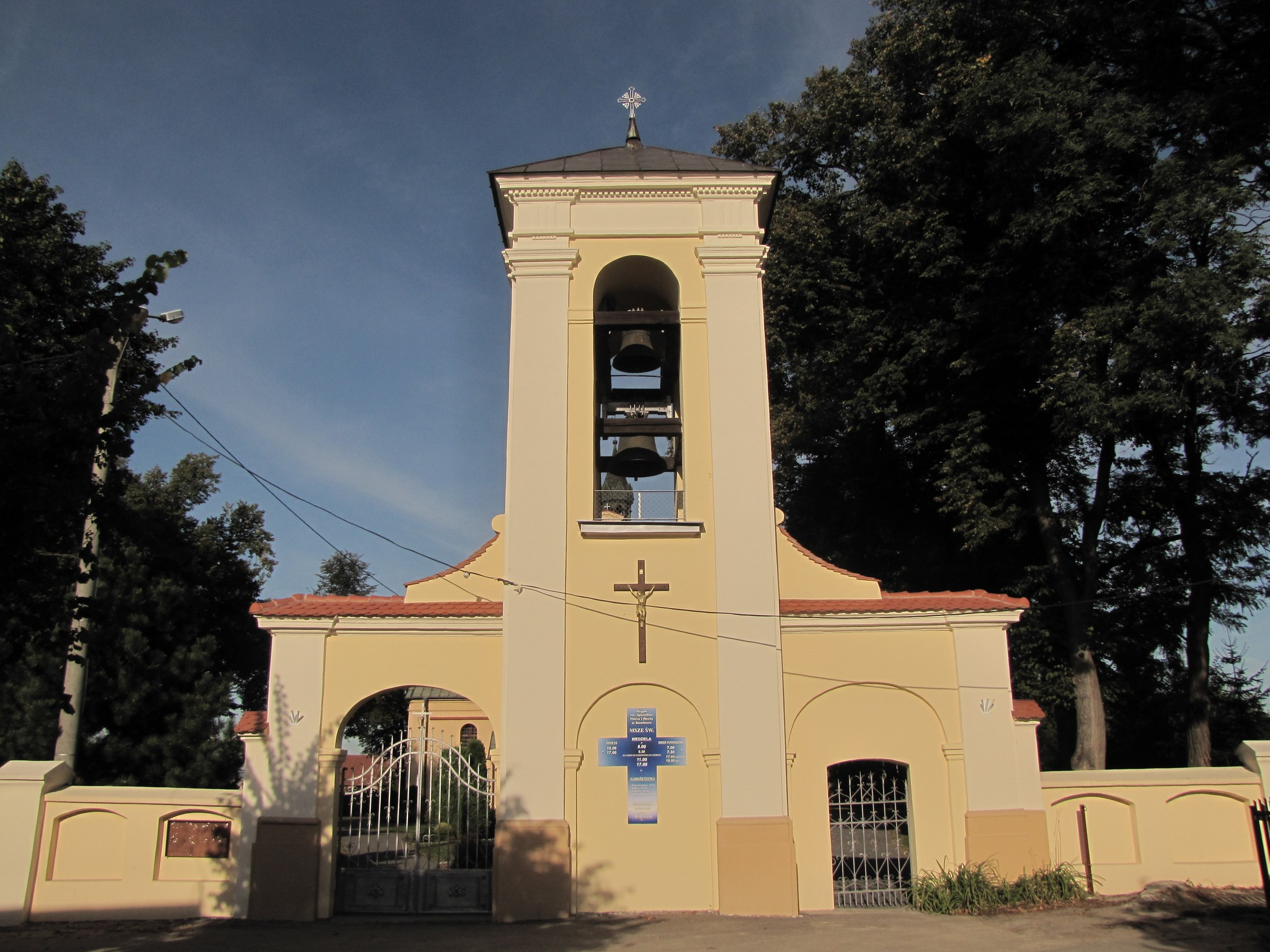
Dzwonnica

Wyposażenie wnętrza reprezentuje styl rokokowy, późniejsze elementy zostały dodane w XX wieku. W ołtarzu głównym znajduje się obraz Przemienienia Pańskiego namalowany przez Józefa Buchbindera namalowany w 1900 roku. kościół posiada 4 ołtarze boczne: 2 przy tęczy - w lewym znajduje się obraz św. Stanisława BM namalowany przez Józefa Buchbindera w 1904 roku i obraz Niepokalanego Poczęcia NMP (zapewne z XVIII wieku) i w zwieńczeniu - Matki Bożej z Dzieciątkiem namalowany w XVII wieku. W ołtarzu prawym znajdują się obrazy św. Antoniego (namalowany przez Józefa Buchbindera w 1904 roku), Matki Bożej Szkaplerznej (namalowany przez Józefa Buchbindera w 1904 roku) i w zwieńczeniu – obraz św. Józefa. Ponadto w kaplicach znajdują się ołtarze: po prawej – ołtarz mieszczący duży krucyfiks wykonany przez Antoniego Panasiuka z Warszawy pod koniec XIX wieku), po lewej – ołtarz mieszczący figurę Matki Bożej. W latach 1992–1998 zostały odrestaurowane wszystkie ołtarze. Na chórze muzycznym znajdują się organy wykonane w 1925 roku dzięki ofiarności hrabiego Zamoyskiego. Chrzcielnica pochodzi z przełomu XVIII/XIX wieku. Do sprzętów liturgicznych należą także zabytkowe feretrony i ornaty; świątynia posiada także zabytkowe obrazy, epitafia i nagrobki.